# یک مرگ ساده
یک مرگ ساده (روسی: Простая смерть) یک فیلم است که در سال ۱۹۸۵ منتشر شد.این فیلم در بخش نوعی نگاه جشنواره فیلم کن ۱۹۸۷ نمایش داده شد.

## خلاصه فیلم
مردی بیمار شده و متوجه می‌شود دنیا در این شرایط به گونه‌ای متفاوت در مقابل چشم‌هایش سپری می‌شود...